# Historic Roswell Criterium
L'Historic Roswell Criterium est une course cycliste américaine disputée à Roswell, dans l'État de Géorgie. Créée en 2002, il s'agit de l'une des compétitions les plus réputées du calendrier national américain,. Elle est organisée par le Bike Roswell! Mayor's Ride, un organisme à but non lucratif.
La course est divisée en plusieurs épreuves distinctes, en fonction du genre, de l'âge et de la catégorie des coureurs.

## Palmarès

### Élites Hommes
| Année | Vainqueur        | Deuxième            | Troisième          |
| ----- | ---------------- | ------------------- | ------------------ |
| 2002, | Henk Vogels      | John Lieswyn        | David McCook       |
| 2003  | Jonas Carney     | Miguel Ángel Meza   | Alex Candelario    |
| 2004  | Greg Henderson   | Thad Dulin          | Ben Jacques-Maynes |
| 2005  | Gordon Fraser    | Sebastián Alexandre | Iván Domínguez     |
| 2006  | Gordon Fraser    | Iván Domínguez      | Jeffrey Kopkins    |
| 2007  | Dominique Rollin | Cody Stevenson      | Joshua Thornton    |
| 2008  | Caleb Manion     | Cody Stevenson      | Kyle Gritters      |
| 2009  | Tom Soladay      | Kyle Wamsley        | Zachary Bell       |
| 2010  | Ken Hanson       | Andrew Pinfold      | Aaron Kemps        |
| 2011  | Jake Keough      | Hilton Clarke       | Carlos Alzate      |
| 2012  | Ben Zawacki      | Kevin Mullervy      | Bobby Lea          |
| 2013  | Luke Keough      | Hilton Clarke       | Carlos Alzate      |
| 2014  | Daniel Holloway  | Andrés Alzate       | Stephen Hyde       |
| 2015  | Héctor Aguilar   | Ed Veal             | Daniel Holloway    |
| 2016  | Brock Mason      | Igor Rudalev        | Thomas Brown       |
| 2017  | Chad Conley      | Winston David       | Julio Padilla      |

### Élites Femmes
| Année | Vainqueur           | Deuxième                   | Troisième           |
| ----- | ------------------- | -------------------------- | ------------------- |
| 2002, | Tina Mayolo Pic     | Shannon Hutchison          | Christine Underwood |
| 2003  | Tina Mayolo Pic     | Shannon Hutchison          | Gina Grain          |
| 2004  | Tina Mayolo Pic     | Megan Long                 | Shannon Hutchison   |
| 2005  | Candice Blickem     | Sarah Uhl                  | Shannon Hutchison   |
| 2006  | Laura Van Gilder    | Tina Pic                   | Kelly Benjamin      |
| 2007  | Tina Pic            | Sarah Caravella (en)       | Laura Van Gilder    |
| 2008  | Tina Pic            | Anna Lang                  | Jennifer McRae      |
| 2009  | Tina Pic            | Brooke Miller              | Jennifer McRae      |
| 2010  | Theresa Cliff-Ryan  | Sarah Caravella (en)       | Laura Van Gilder    |
| 2011  | Theresa Cliff-Ryan  | Christina Gokey-Smith (en) | Laura Van Gilder    |
| 2012  | Laura Van Gilder    | Erica Allar                | Sarah Fader         |
| 2013  | Erica Allar         | Samantha Schneider         | Kimberley Wells     |
| 2014  | Tina Pic            | Samantha Schneider         | Kendall Ryan        |
| 2015  | Lauretta Hanson     | Angie González             | Samantha Schneider  |
| 2016  | Mary Emily Davidson | Megan Heath                | Debbie Milne        |
| 2017  | Rebecca Wiasak      | Peta Mullens               | Tina Pic            |